# Rhaphidophora dehaani
Rhaphidophora dehaani är en insektsart som beskrevs av Heinrich Hugo Karny 1920. Rhaphidophora dehaani ingår i släktet Rhaphidophora och familjen grottvårtbitare. Inga underarter finns listade i Catalogue of Life.